# Inger Elin Utsi
Inger Elin Kristina Ivarsdatter Utsi (ur. 26 lipca 1975) – norwesko-lapońska polityczka, aktorka i dziennikarka.

## Życiorys
Dorastała w Kautokeino. Mieszka w Alcie. Pracowała jako konsultantka ds. komunikacji na Norweskim Uniwersytecie Arktycznym z siedzibą w Alcie. Była dziennikarką w NRK, Altaposten i TV Nord. Pracuje w sekretariacie Komisji Prawdy i Pojednania na Uniwersytecie w Tromsø.
Jako aktorka wystąpiła w filmach: Ofelaš (1987) i Kautokeino-opprøret (2008). Pojawiła się w serialu Hjerterått, który wyemitowano w norweskiej stacji NRK Super w 2013.
W 2013 została wybrana do parlamentu lapońskiego w Norwegii na miejsce Silje Karine Muotka, kiedy ta przeszła do rady wykonawczej lapońskiego parlamentu. Reprezentowała dystrykt Nordre z ramienia Stowarzyszenia Norweskich Lapończyków. Działała m.in. w Norweskim Stowarzyszeniu Urzędników Służby Cywilnej.